# Dunblane
Dunblane ist eine kleine Stadt in Schottland, nahe Stirling, mit 8811 Einwohnern. Sie liegt in der traditionellen Grafschaft Perthshire und gehört seit der Reorganisation der schottischen Verwaltungsgliederung zur Council Area Stirling, wo sie eine der 42 Community Council Areas ist.  Bekannt ist Dunblane für seine historische Kathedrale, Dunblane Cathedral, heute Pfarrkirche, und für eine herausragende historische Privatbibliothek.

## Geschichte
Dunblane war der Sitz zahlreicher Bischöfe. Daneben beherbergt Dunblane die Leighton Library, die älteste Privatbibliothek Schottlands.
Die Stadt bezeichnet sich selbst als City (Stadt), wie viele Siedlungen es in Schottland tun, die eine Kathedrale ihr eigen nennen. Historisch unterschied man im Englischen zwischen Town und City, wobei Städte mit einer Kathedrale als City bezeichnet wurden.
Die Stadt wuchs seit den 1970er Jahren besonders schnell, da sie aufgrund der guten Verkehrsanbindungen nach Glasgow, Edinburgh, Perth und Stirling als Pendlerstadt attraktiv wurde.

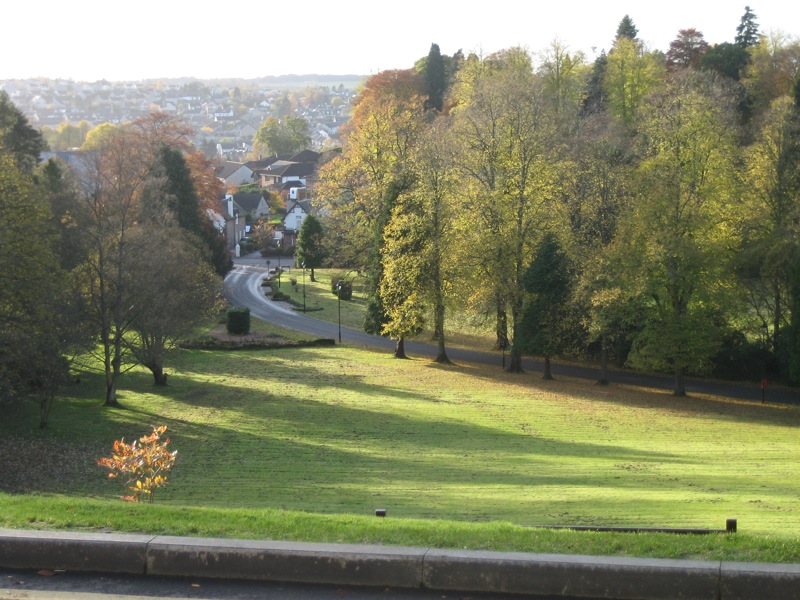
Blick auf die Stadt
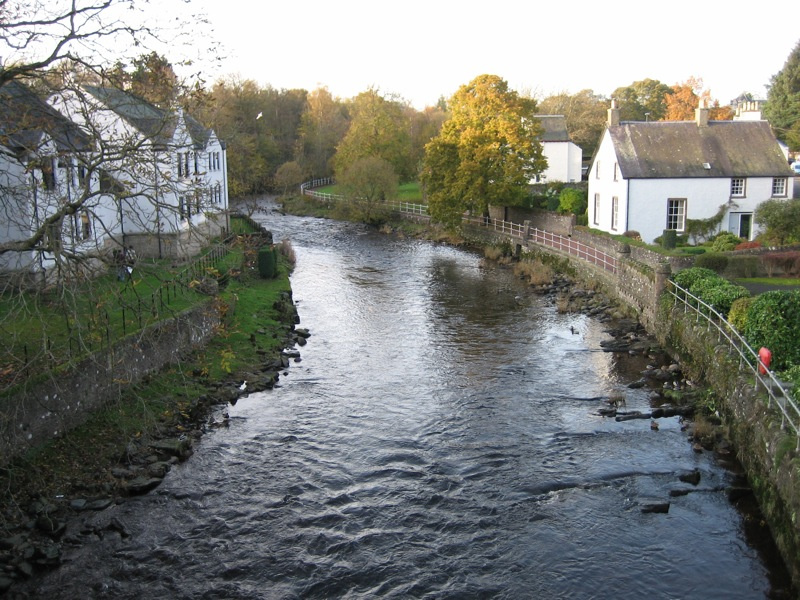
Fluss durch die Stadt

### Die Gewalttat von 1996
Am 13. März 1996 wurden in der Dunblane Primary School 16 Erstklässler und ihre Lehrerin von dem 43-jährigen Thomas Hamilton aus Rache für seine Ausgrenzung als Jugendbetreuer mit einer legal erworbenen Waffe getötet. Danach erschoss Hamilton sich selbst. Der 1952 geborene Hamilton war 1973/74 nur kurze Zeit assistant leader bei der Scout Association gewesen. 1993 ging ein Geschäft, das er betrieben hatte, pleite.
Von nach der Tragödie gesammelten Spenden wurde in der Stadt ein neues Gemeindezentrum errichtet. Ein Denkmal für die Opfer des Massakers befindet sich auf dem örtlichen Friedhof. Im Gedenken an die Opfer und auch um Spenden zu sammeln, schrieb ein Musiker aus Dunblane, Ted Christopher, eine neue Strophe passend zum Bob-Dylan-Klassiker Knockin’ on Heaven’s Door, die gemeinsam mit einem Schülerchor aus Dunblane und Mark Knopfler an der Gitarre eingespielt wurde.

## Persönlichkeiten der Stadt
Der berühmteste Sohn der Stadt – Andy Murray (geboren 1987), Tennisprofi und Wimbledon-Gewinner 2013 und 2016 – gehört zu den überlebenden Schülern des Amoklaufs von 1996. Er erinnerte bei vielen Anlässen an die Getöteten von Dunblane. Andy Murray war 2016 Träger der Flagge (des Union Jacks) bei der Eröffnung der Olympischen Spiele in Brasilien.
Dunblane ist der Geburtsort des schottischen Architekten James Gillespie Graham (1776–1855) sowie des Folkmusikers Dougie MacLean.